# Sara Dunstan
Personaje fantástico perteneciente al mundo de la dragonlance.
Sara es la madre adoptiva de Steel Brightblade, del cual se hace cargo tras ayudar como matrona a Kitiara Uth-Matar y después de que esta lo abandone al poco tiempo en pos de riqueza y batallas.
Sara cría a Steel como a su propio hijo, protegiéndolo y luchando por él con todas sus fuerzas.
Cuando Steel muere, Sara Dunstan descubre que los Caballeros de Takhisis quieren provocar una guerra para hacerse con el dominio de Ansalon. Debido a esto Sara Dunstan crea a La Legión de Steel en el año cuatro después del segundo cataclismo. La Legión de Steel tiene la misión de luchar por la libertad en un mundo gobernado por los ricos y poderosos sin consideración a los débiles o a los pobres.
- Datos: Q9074521